# Tokaido (weg)

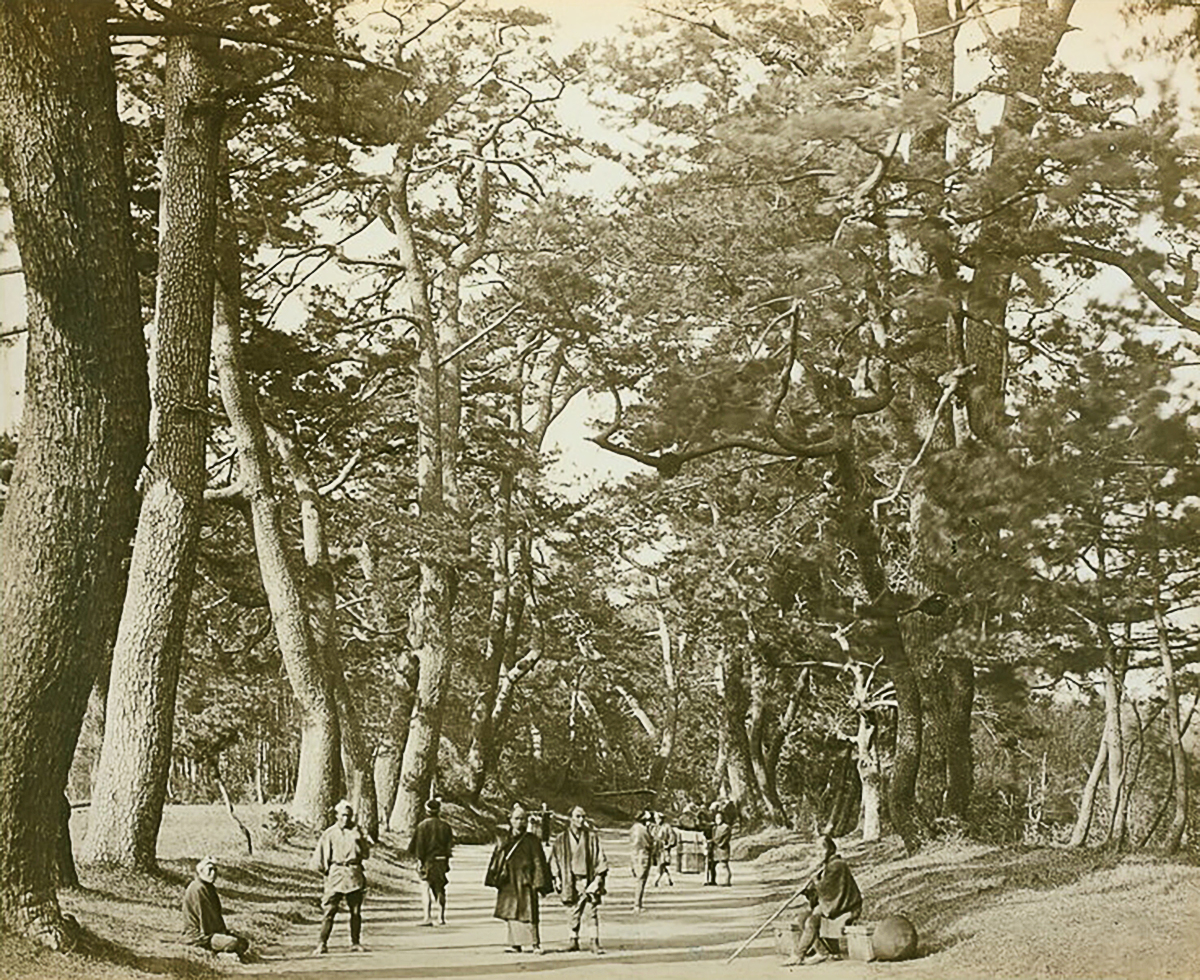
Tōkaidō, gefotografeerd door Felice Beato in 1865.

De Tōkaidō (東海道, lett. 'Oostelijke Zeeweg') was een hoofdweg in Japan, de belangrijkste van de gokaidō die Edo (het huidige Tokio) verbond met Kioto. Deze weg liep langs de oostkust van het eiland Honshū en daarvan is de naam van deze weg afgeleid.

## Reizen langs de Tōkaidō

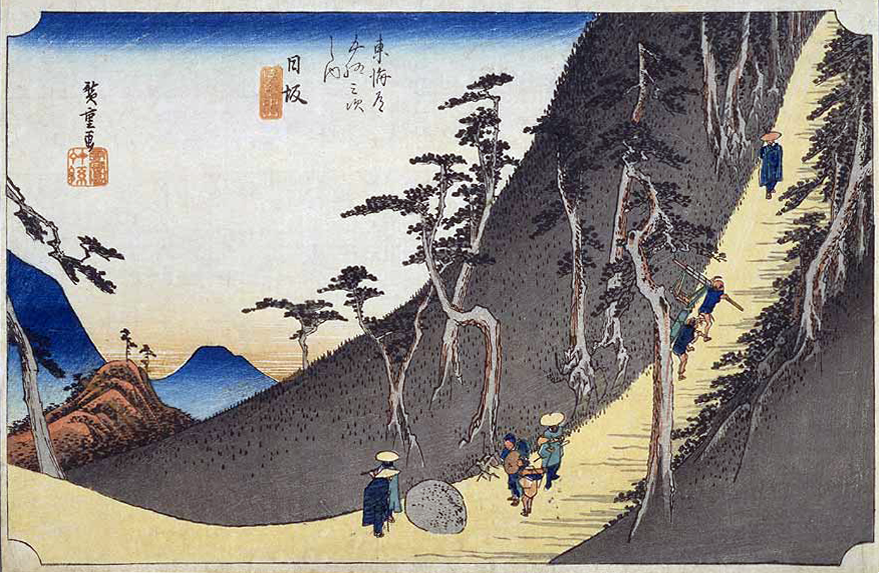
Nissaka-shuku, de 25e halteplaats aan de Tōkaidō, houtblokprint van Hiroshige uit de eerste editie van De 53 halteplaatsen van de Tōkaidō.

Langs de route waren door de overheid goedgekeurde halteplaatsen (宿場, shukuba) gevestigd waar de reizigers konden rusten. De Tōkaidō had 53 van deze halteplaatsen. Een paar van deze plaatsen waren ook controleposten waar de reizigers hun paspoort moesten laten zien om te kunnen passeren.

## Geschriften over de Tōkaidō
Reizen, en zeker langs de Tōkaidō, was een populair onderwerp in kunst en literatuur in de Edoperiode De schilder/tekenaar Hiroshige heeft elk van de 53 halteplaatsen afgebeeld in zijn De 53 halteplaatsen van de Tōkaidō en de haiku-dichter Matsuo Bashō liet zich inspireren door reizen langs deze weg.
Veel reisverhalen en -gidsen over beroemde plaatsen werden in die tijd gepubliceerd en het 'virtuele toerisme' door boeken en plaatjes vierde hoogtij. Een van de beroemdste romans over een reis langs de Tōkaidō was "Voetreis langs de Tōkaidō" (東海道中膝栗毛, Tōkaidōchū Hizakurige) van Jippensha Ikku.

## Ōsaka Kaidō
In 1619 werd met de 'Osaka route' (大阪街道, Ōsaka Kaidō) een viertal halteplaatsen toegevoegd aan de oorspronkelijke 53 halteplaatsen. Deze extra halteplaatsen verlengden de route tot Kōraibashi, een brug over de Higashi Yokobori rivier in Osaka. Deze verlenging werd ook wel Kyōkaidō (京街道) genoemd.

## Lijst van halteplaatsen
Starthalteplaats: Nihonbashi (日本橋) (Chūō, Tokio)
1. Shinagawa-juku (品川宿) (Shinagawa)

### Prefectuur Kanagawa

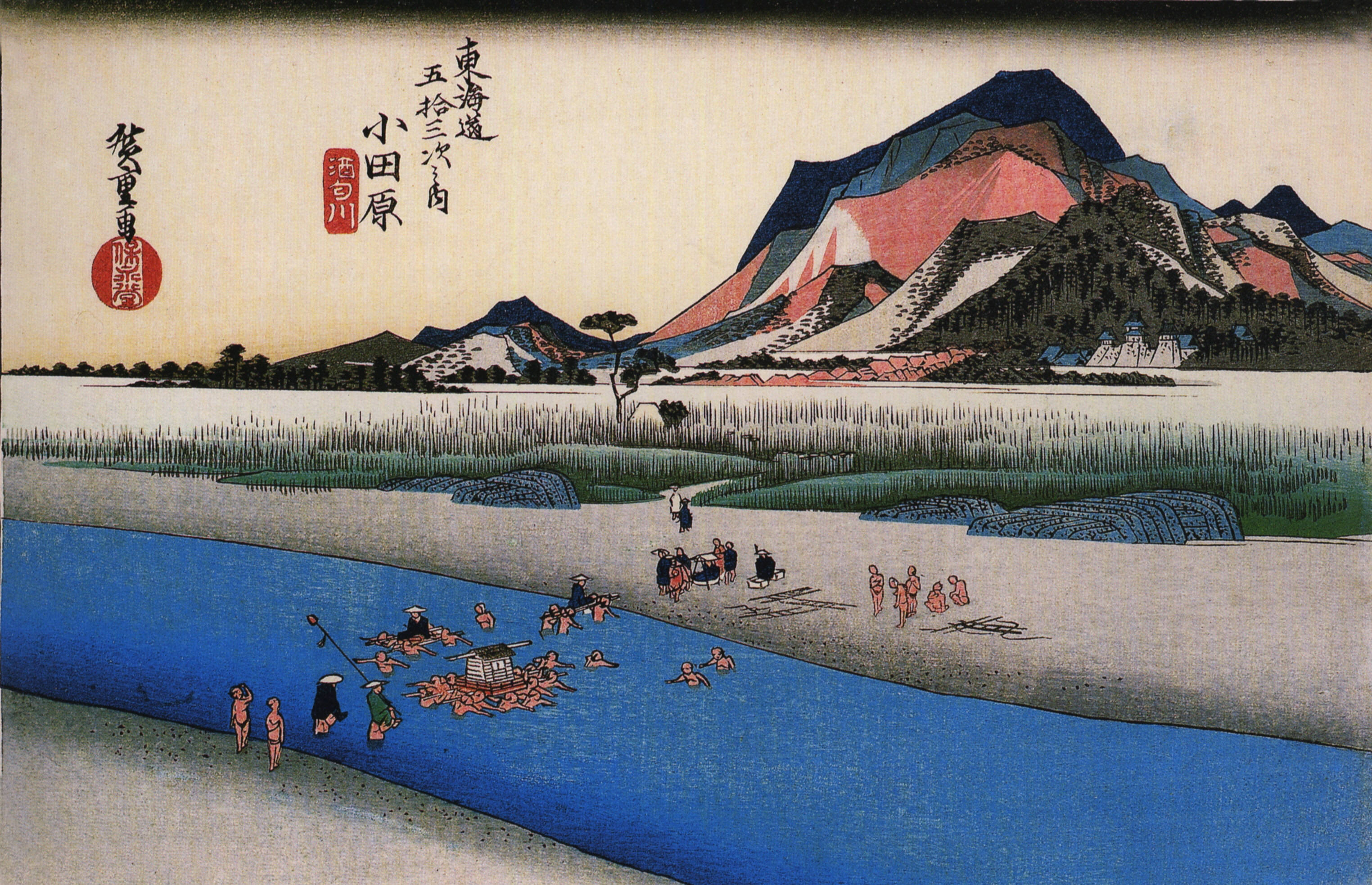
Odawara-juku rond 1830, afbeelding van Hiroshige in De 53 halteplaatsen van de Tōkaidō.

2. Kawasaki-juku (川崎宿) (Kawasaki-ku, Kawasaki)
3. Kanagawa-juku (神奈川宿) (Kanagawa-ku, Yokohama)
4. Hodogaya-juku (程ヶ谷宿) (Hodogaya-ku, Yokohama)
5. Totsuka-juku (戸塚宿) (Totsuka-ku, Yokohama)
6. Fujisawa-shuku (藤沢宿) (Fujisawa)
7. Hiratsuka-juku (平塚宿) (Hiratsuka)
8. Ōiso-juku (大磯宿) (Ōiso, District Naka)
9. Odawara-juku (小田原宿) (Odawara)
10. Hakone-juku (箱根宿) (Hakone, District Ashigarashimo)

### Prefectuur Shizuoka

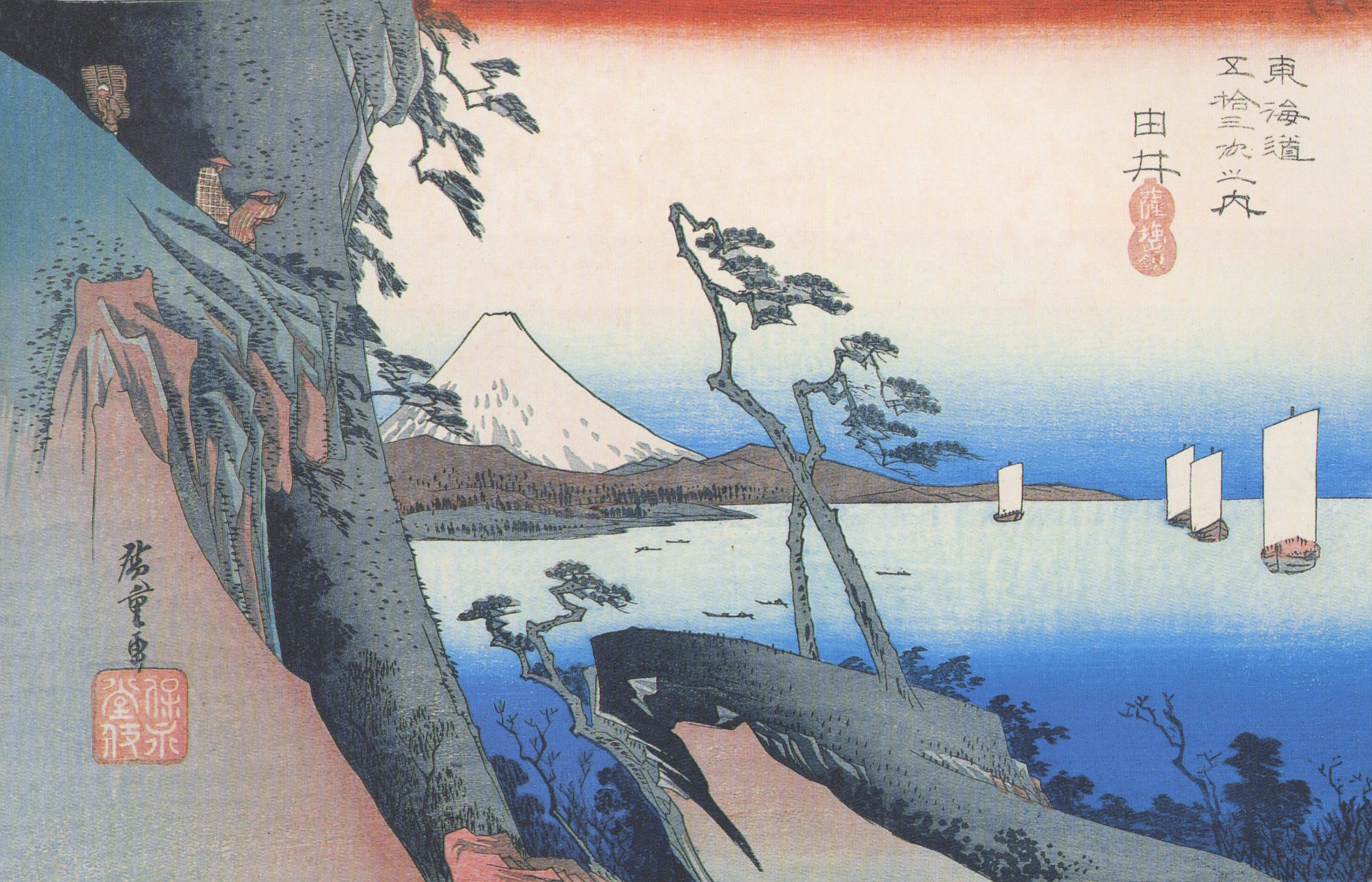
Landschap rond Yui-shuku rond 1830

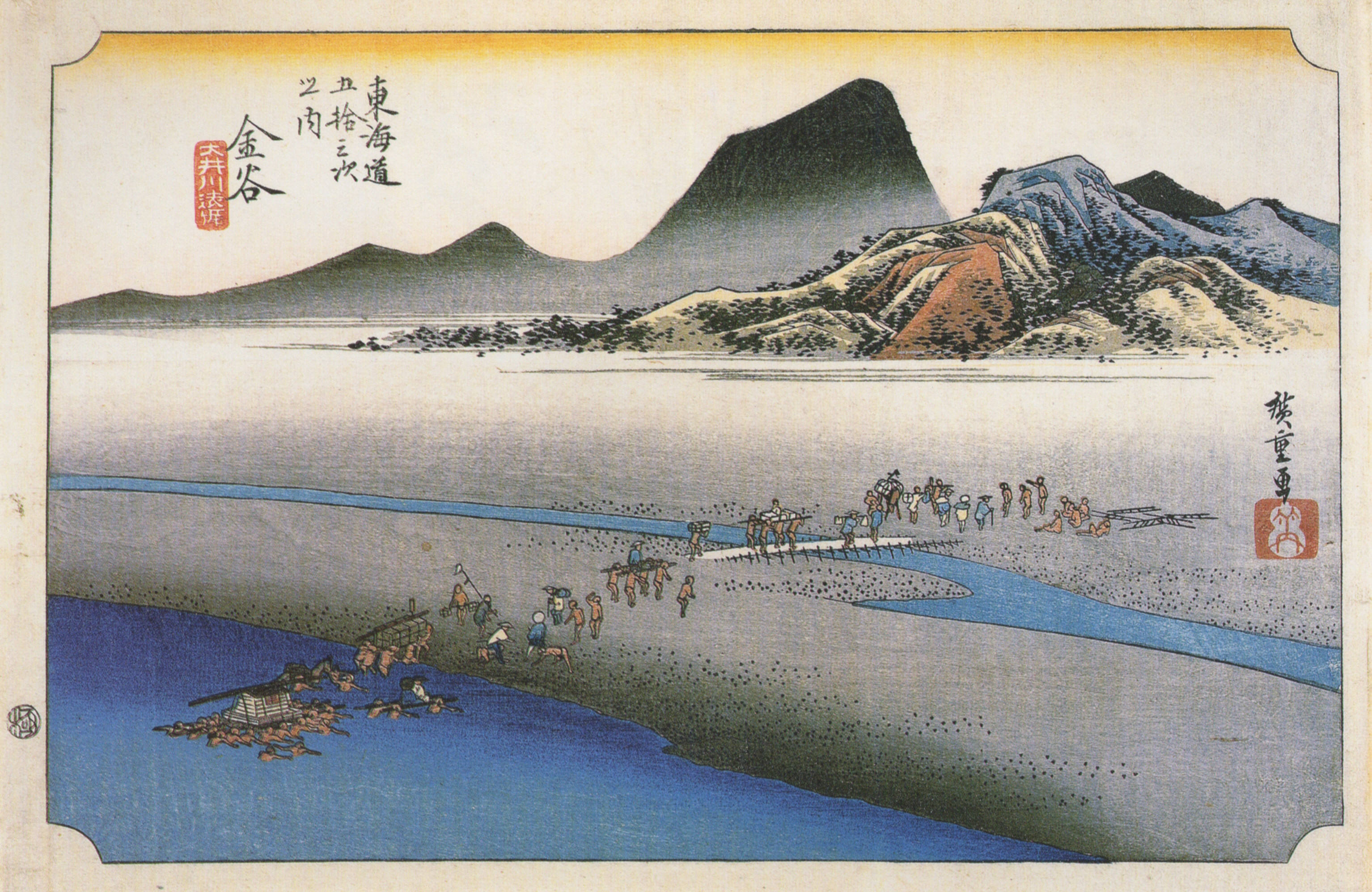
Kanaya-juku aan de Ōi rivier rond 1830

11. Mishima-shuku (三島宿) (Mishima)
12. Numazu-juku (沼津宿) (Numazu)
13. Hara-juku (原宿) (Numazu)
14. Yoshiwara-juku (吉原宿) (Fuji)
15. Kanbara-juku (蒲原宿) (Shimizu-ku, Shizuoka)
16. Yui-shuku (由比宿) (Yui, District Ihara)
17. Okitsu-juku (興津宿) (Shimizu-ku, Shizuoka)
18. Ejiri-juku (江尻宿) (Shimizu-ku, Shizuoka)
19. Fuchū-shuku (府中宿) (Aoi-ku, Shizuoka)
20. Mariko-juku (鞠子宿) (Suruga-ku, Shizuoka)
21. Okabe-juku (岡部宿) (Okabe, District Shida)
22. Fujieda-juku (藤枝宿) (Fujieda)
23. Shimada-juku (島田宿) (Shimada)
24. Kanaya-juku (金谷宿) (Shimada)
25. Nissaka-shuku (日坂宿) (Kakegawa)
26. Kakegawa-juku (掛川宿) (Kakegawa)
27. Fukuroi-juku (袋井宿) (Fukuroi)
28. Mitsuke-juku (見附宿) (Iwata)
29. Hamamatsu-juku (浜松宿) (Hamamatsu)
30. Maisaka-juku (舞阪宿) (Hamamatsu)
31. Arai-juku] (新居宿) (Arai, District Hamana)
32. Shirasuka-juku (白須賀宿) (Kosai)

### Prefectuur Aichi

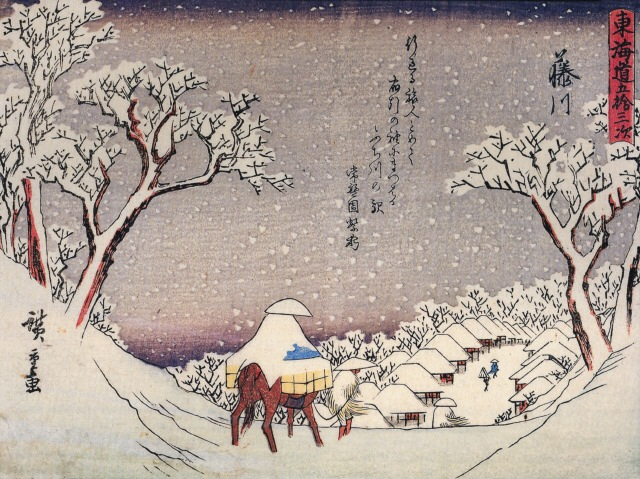
Fujikawa-shuku rond 1830

33. Futagawa-juku (二川宿) (Toyohashi)
34. Yoshida-juku (吉田宿) (Toyohashi)
35. Goyu-shuku (御油宿) (Toyokawa)
36. Akasaka-juku (赤坂宿) (Toyokawa)
37. Fujikawa-shuku (藤川宿) (Okazaki)
38. Okazaki-shuku (岡崎宿) (Okazaki) (maakt ook deel uit van de 'Zoutweg' (塩の道, Shio no Michi))
39. Chiryū-juku (池鯉鮒宿) (Chiryū)
40. Narumi-juku (鳴海宿) (Midori-ku, Nagoya)
41. Miya-juku (宮宿) (Atsuta-ku, Nagoya)

### Prefectuur Mie

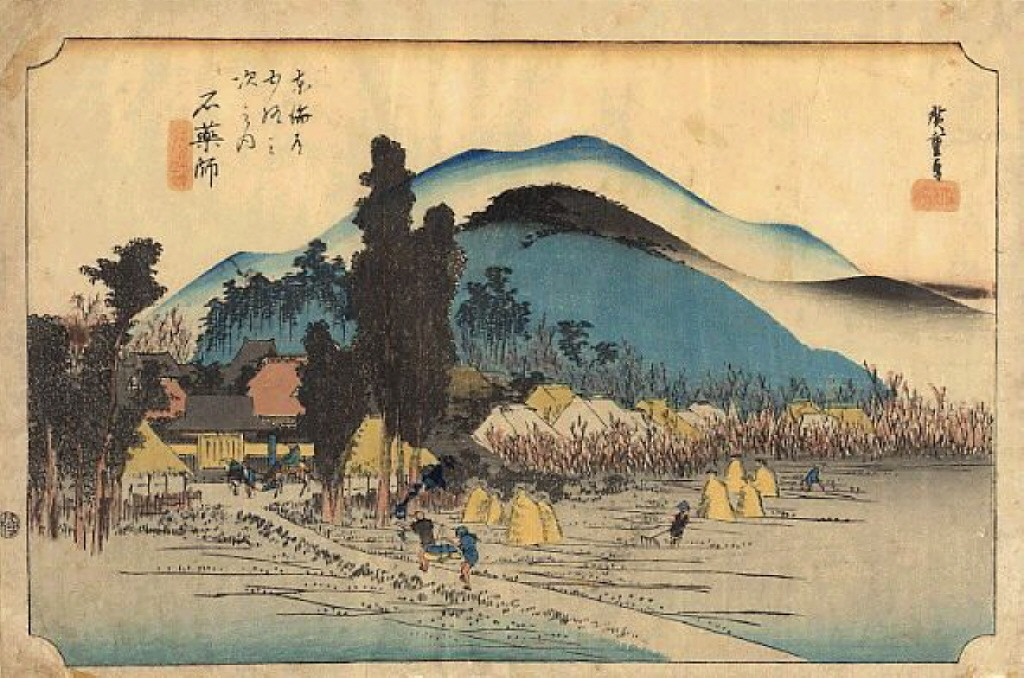
Ishiyakushi-juku rond 1830

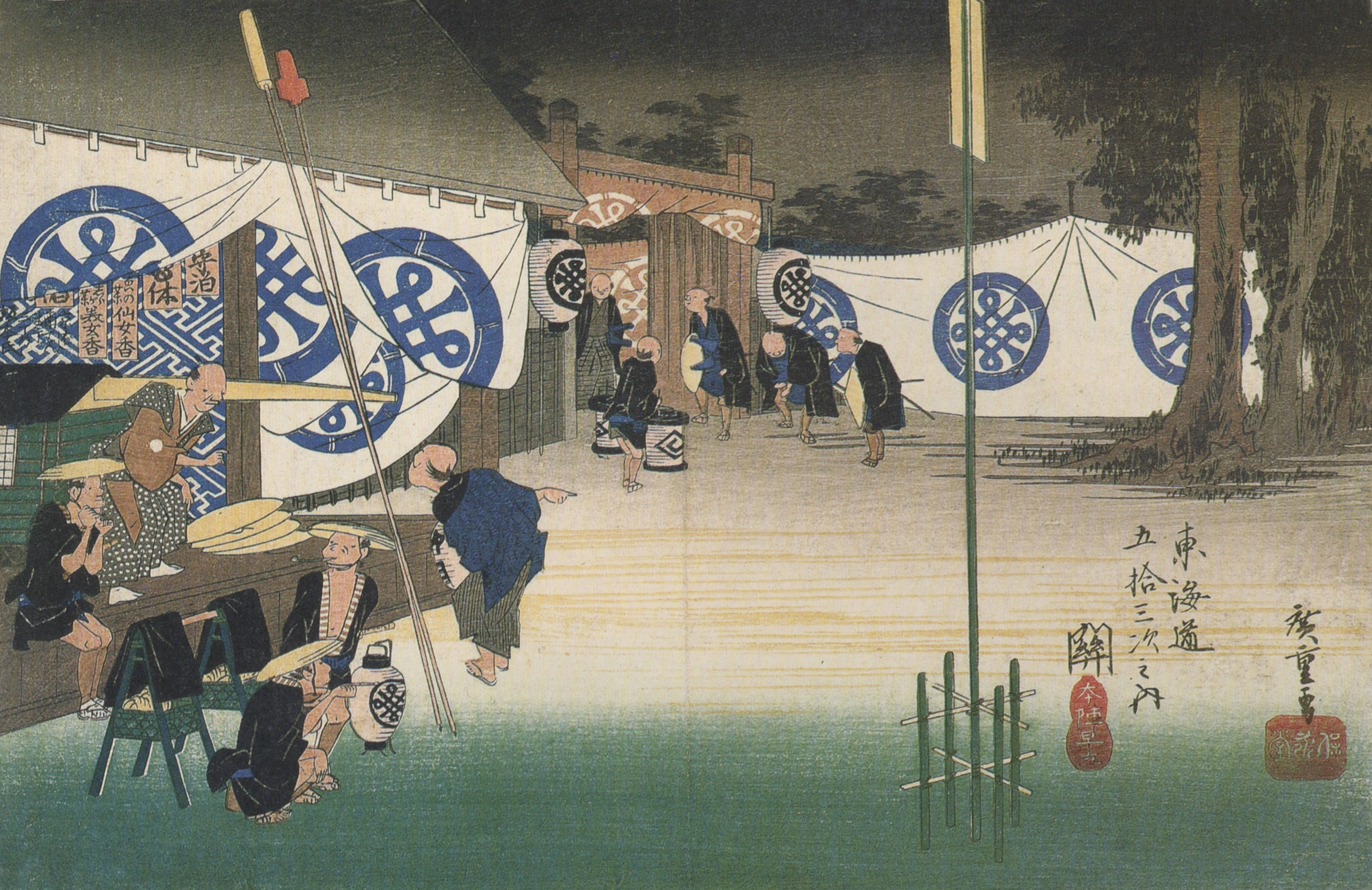
Seki-juku rond 1830

42. Kuwana-juku (桑名宿) (Kuwana)
43. Yokkaichi-juku (四日市宿) (Yokkaichi)
44. Ishiyakushi-juku (石薬師宿) (Suzuka)
45. Shōno-juku (庄野宿) (Suzuka)
46. Kameyama-juku (亀山宿) (Kameyama)
47. Seki-juku (関宿) (Kameyama)
48. Sakashita-juku (坂下宿) (Kameyama)

### Prefectuur Shiga
49. Tsuchiyama-juku (土山宿) (Kōka)
50. Minakuchi-juku (水口宿) (Kōka)
51. Ishibe-juku (石部宿) (Konan)
52. Kusatsu-juku (草津宿) (Kusatsu) (maakt ook deel uit van de Nakasendō)
53. Ōtsu-juku (大津宿) (Ōtsu) (maakt ook deel uit van de Nakasendō)

### Prefectuur Kioto
Eindhalte: Sanjō Ōhashi (三条大橋) (Kioto)

### Prefectuur KiotoŌsaka Kaidō

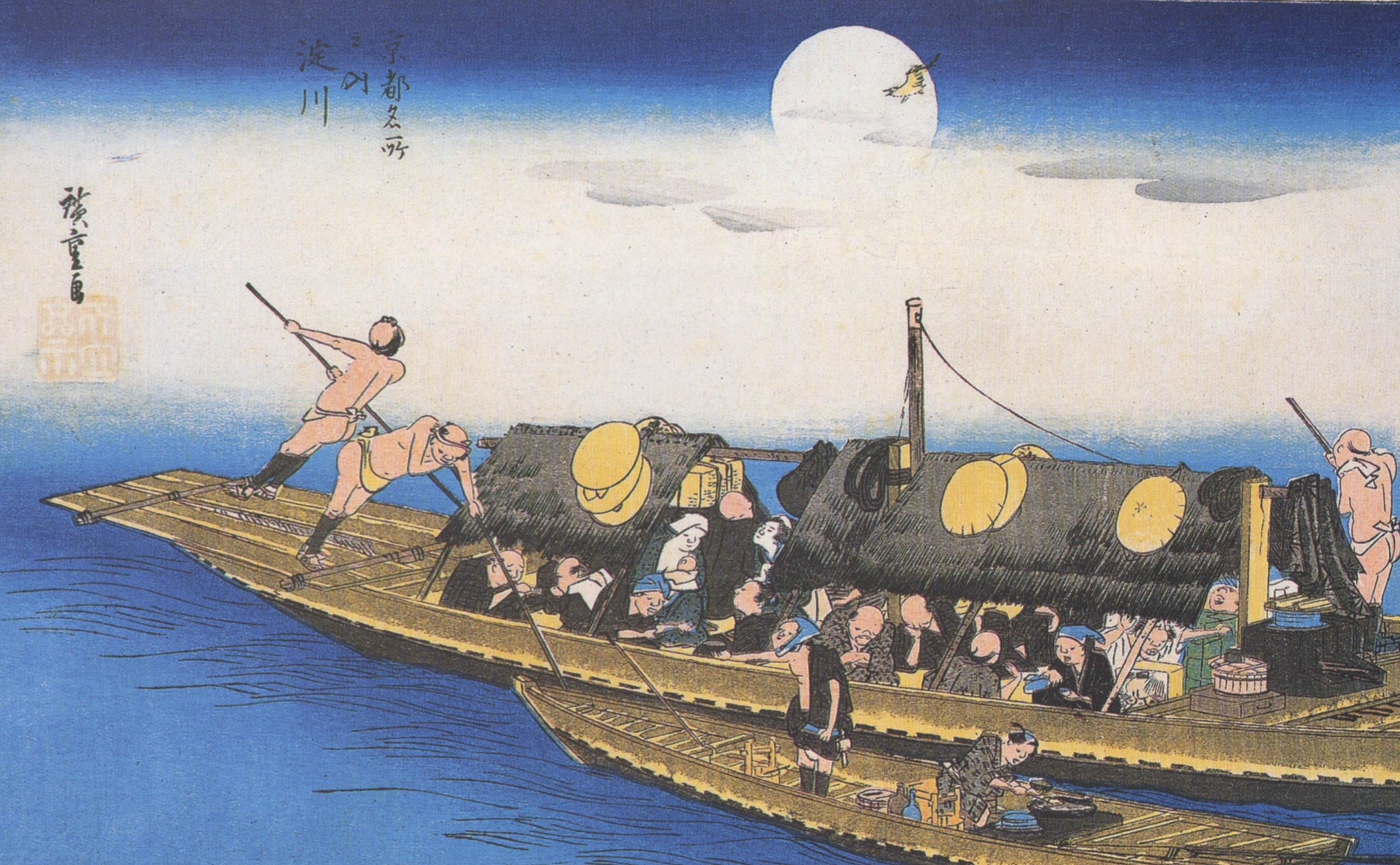
Een boot op de Yodo rivier richting Kōraibashi.

54. Fushimi-juku (伏見宿) (Fushimi-ku, Kioto)
55. Yodo-juku (淀宿) (Fushimi-ku, Kyoto)

### Prefectuur OsakaŌsaka Kaidō
56. Hirakata-juku (枚方宿) (Hirakata)
57. Moriguchi-juku (守口宿) (Moriguchi)
Eindhalteplaats: Kōraibashi (高麗橋) (Chūō-ku, Osaka)

### Halteplaatsen perprovincieuit deEdoperiode
- Musashi: Nihonbashi (start) tot en met Hodogaya-juku (#4)
- Sagami: Totsuka-juku (#5) tot en met Hakone-juku (#10)
- Izu: Mishima-shuku (#11)
- Suruga: Numazu-juku (#12) tot en met Shimada-juku (#23)
- Tōtōmi: Kanaya-juku (#24) tot en met Shirasuka-juku (#32)
- Mikawa: Futagawa-juku (#33) tot en met Chiryū-juku (#39)
- Owari: Narumi-juku (#40) en Miya-juku (#41)
- Ise: Kuwana-juku (#42) tot en met Sakanoshita-juku (#48)
- Ōmi: Tsuchiyama-juku (#49) tot en met Ōtsu-juku (#53)
- Yamashiro: Sanjō Ōhashi (originele einde), Fushimi-juku (#54) en Yodo-juku (#55)
- Kawachi: Hirakata-juku (#56) en Moriguchi-juku (#57)
- Settsu: Kōraibashi (einde)

## Tōkaidō in de moderne tijd
De route van de Tōkaidō is tegenwoordig een van de drukste routes in Japan. Deze Tokio-Nagoya-Kioto-Osaka route verbindt Groot-Tokio (inclusief Yokohama, de tweede stad van Japan) via Nagoya (vierde stad) en Kioto met Osaka (derde stad). De Tōkaidō-hoofdlijn en de Tōkaidō shinkansen van de Central Japan Railway Company en de Tōmei- en Meishin-autosnelweg volgen deze route.